# Olympische Winterspiele 2010/Teilnehmer (Moldau)
| Gelbes Symbol für Goldmedaillen mit stilisierten Olympischen Ringen | Graues Symbol für Silbermedaillen mit stilisierten Olympischen Ringen | Braundes Symbol für Bronzemedaillen mit stilisierten Olympischen Ringen |
| ------------------------------------------------------------------- | --------------------------------------------------------------------- | ----------------------------------------------------------------------- |
| —                                                                   | —                                                                     | —                                                                       |

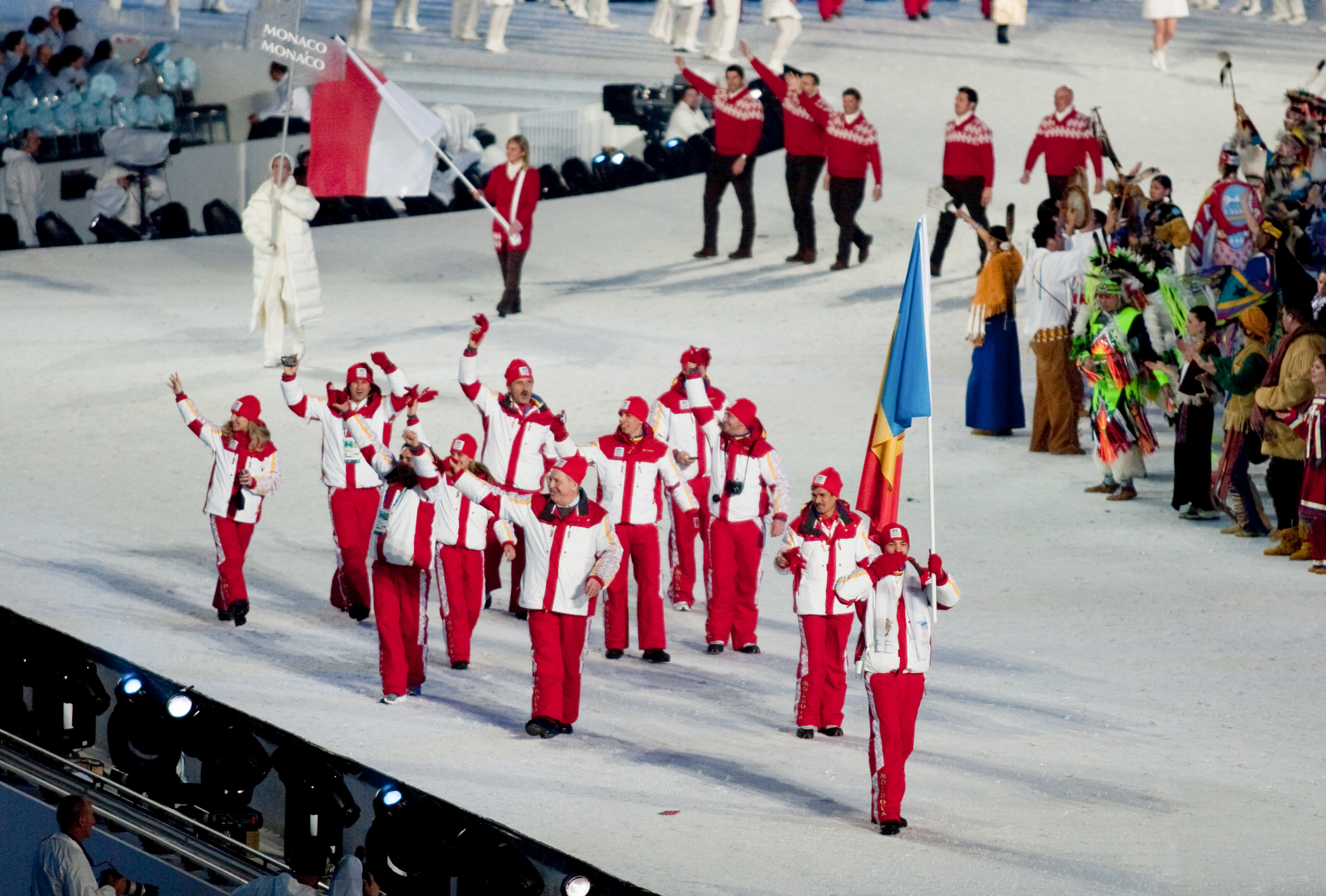
Einmarsch der moldauischen Delegation

Die Republik Moldau nahm an den Olympischen Winterspielen 2010 im kanadischen Vancouver mit sieben Sportlern in vier Sportarten teil.

## Teilnehmer nach Sportarten

### Biathlon
| Männer - Sergiu Balan - Victor Pînzaru | Frauen - Natalia Levcencova |

### Rennrodeln
Männer
- Bogdan Macovei: 33. Platz

### Ski Alpin
Männer
- Urs Imboden
- Christophe Roux

### Skilanglauf
Männer
- Alexandra Camenșcic
15 km Freistil: 86. Platz